# Nynäshamns järnvägsmuseum

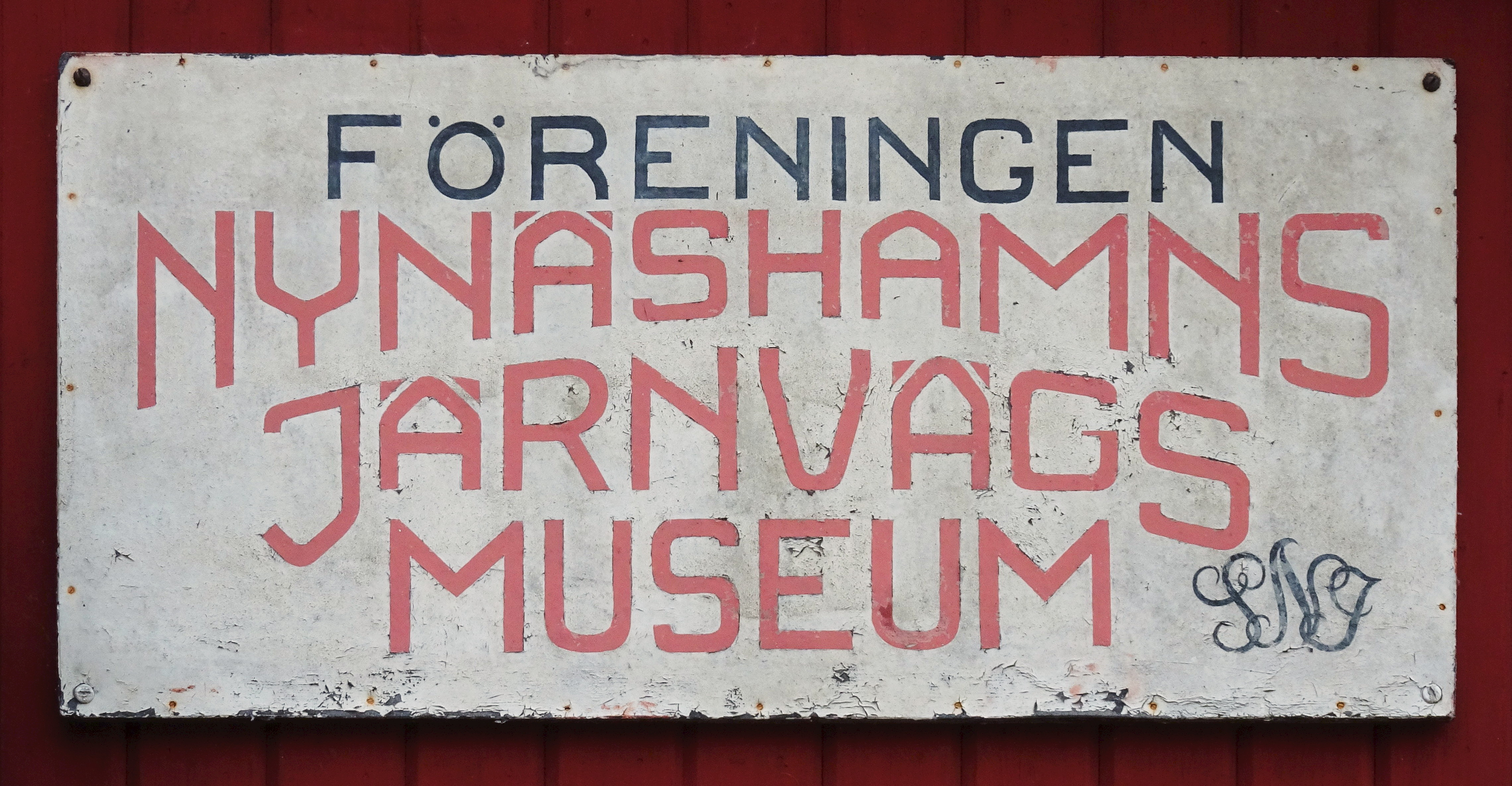
Nynäshamns järnvägsmuseum.

Lokstallet
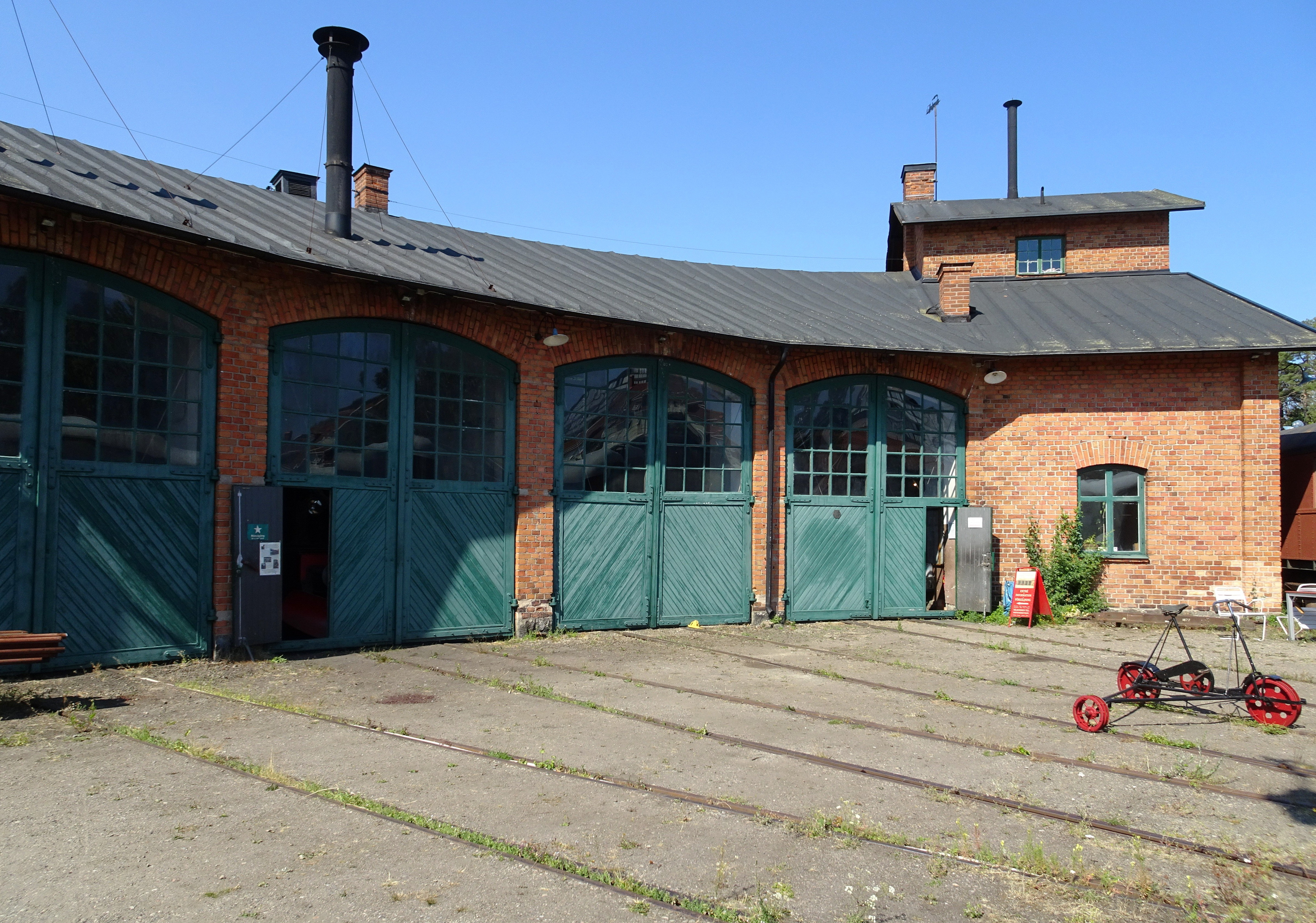
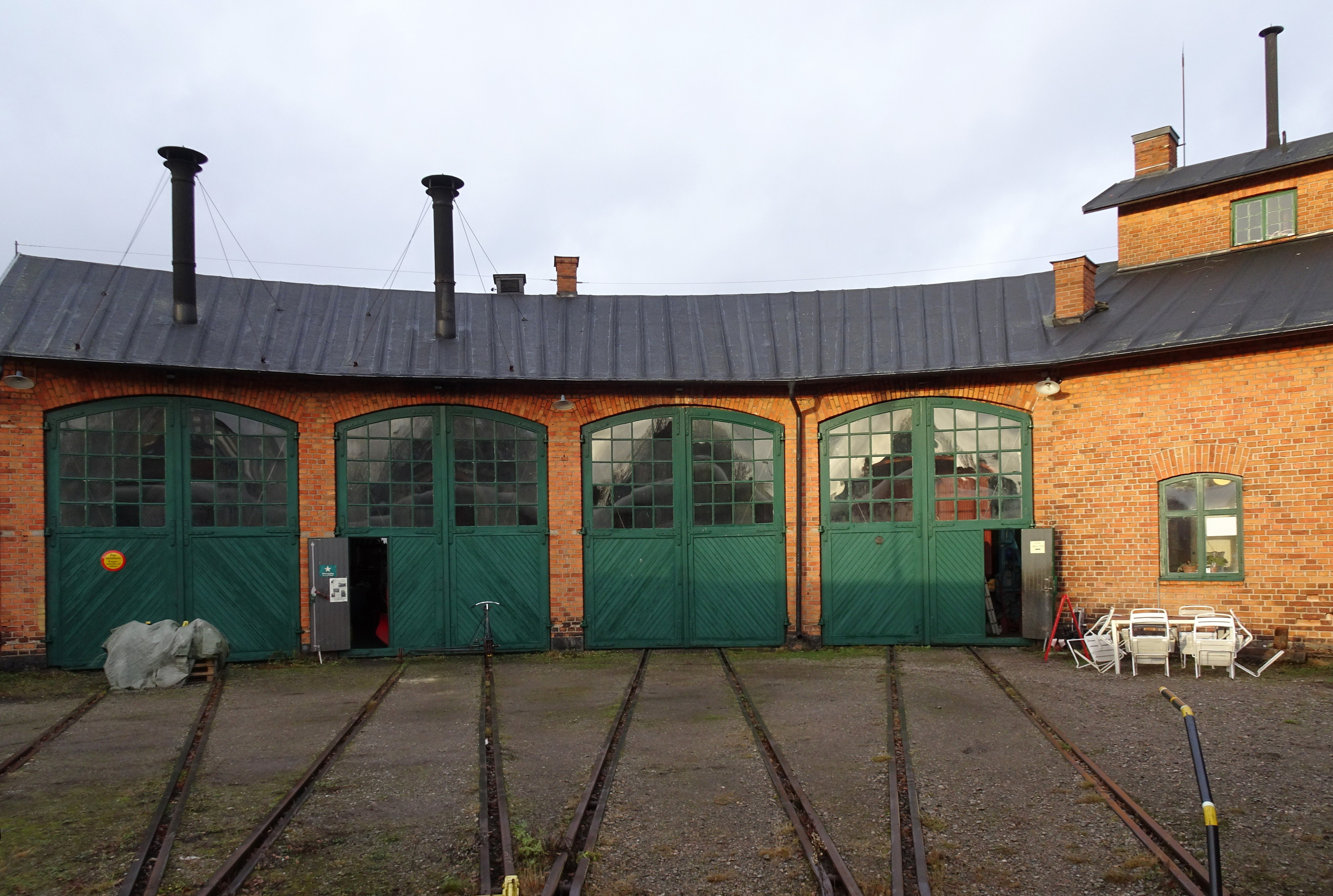
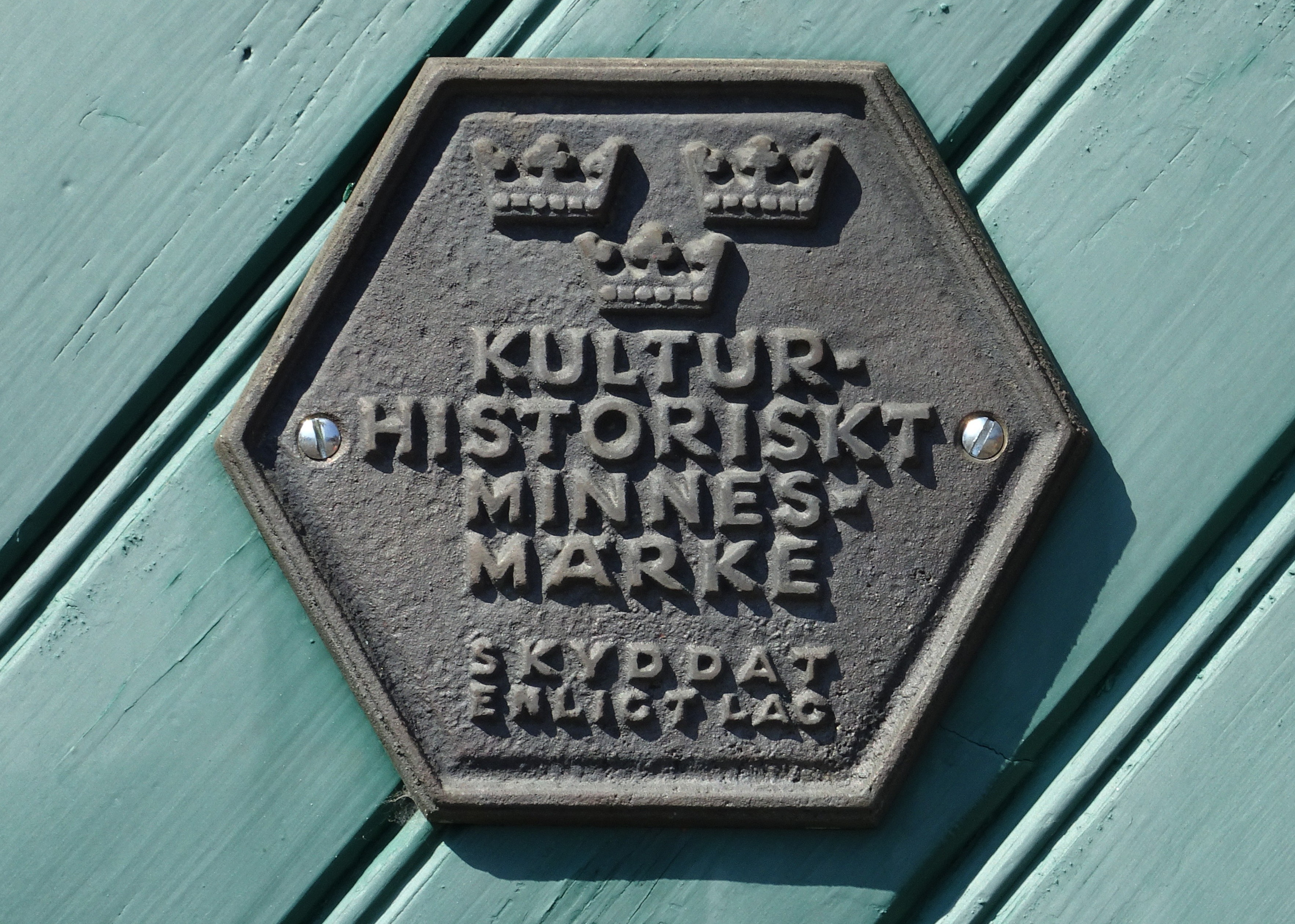
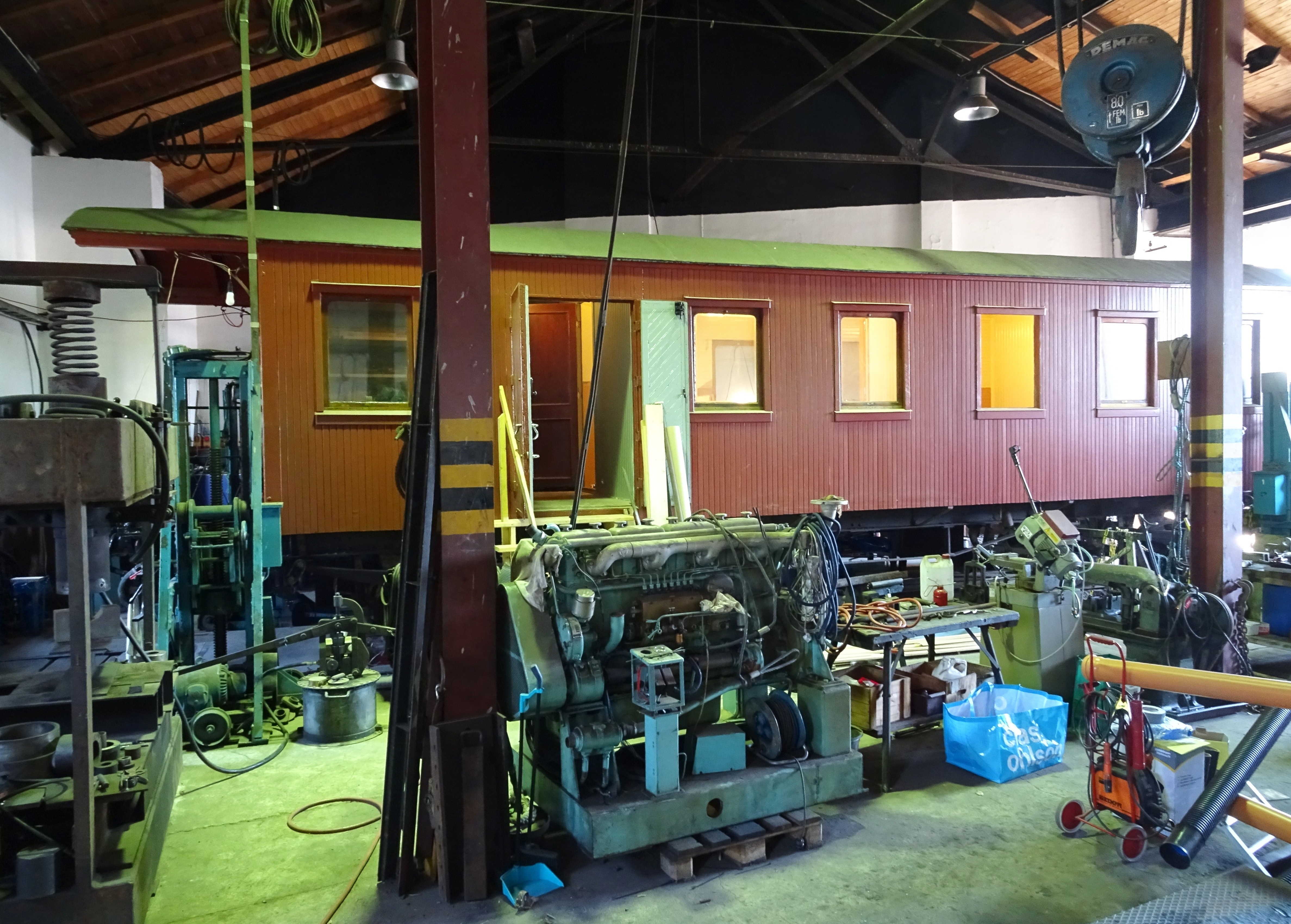
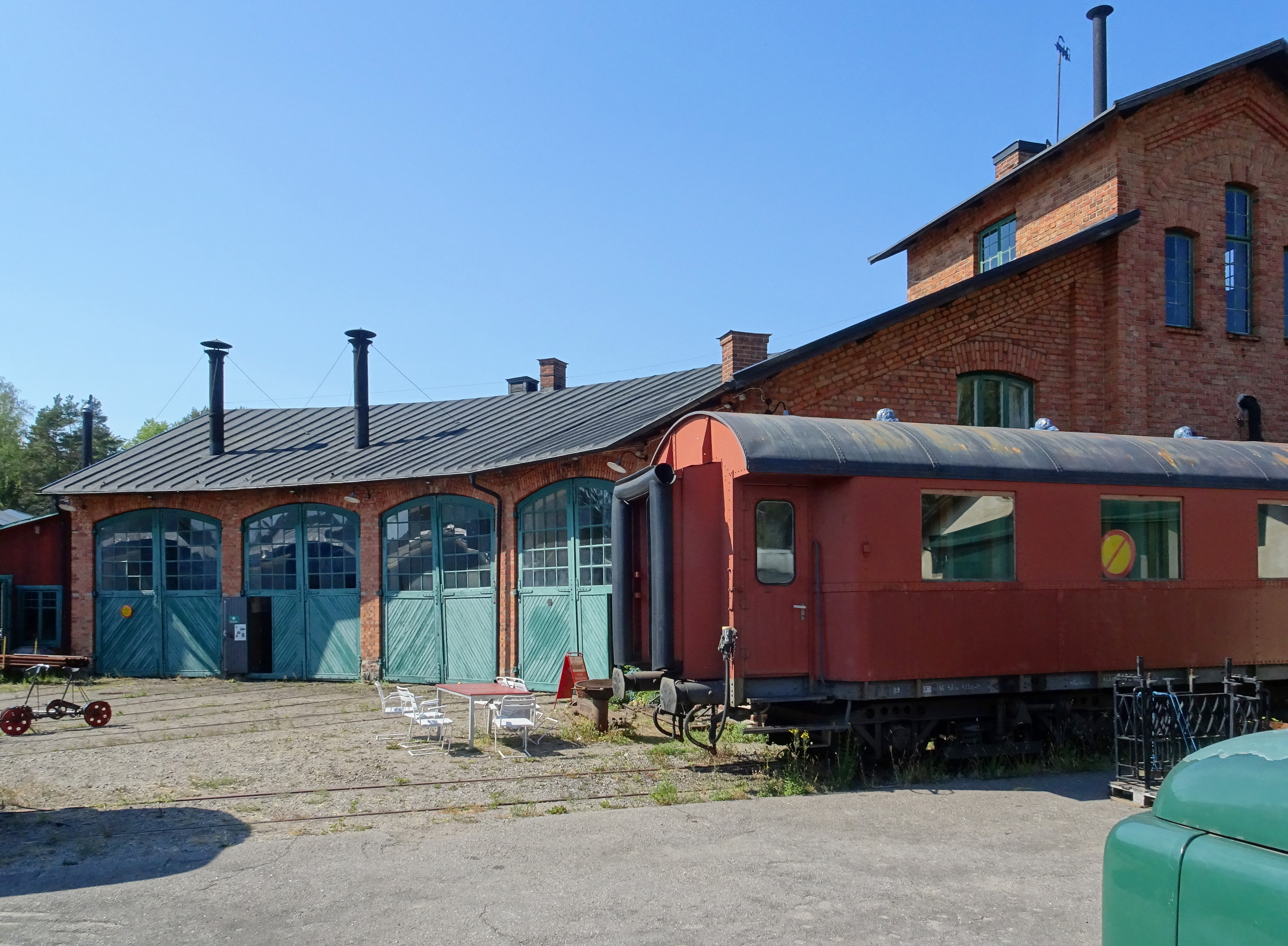

Nynäshamns järnvägsmuseum är ett järnvägsmuseum vid Nickstabadsvägen 9 i Nynäshamn, Stockholms län. Museets byggnader, ett lokstall och ett bussgarage, är lagskyddade byggnadsminnen. Lokstallet tillskrivs arkitekt Ferdinand Boberg.

## Historik

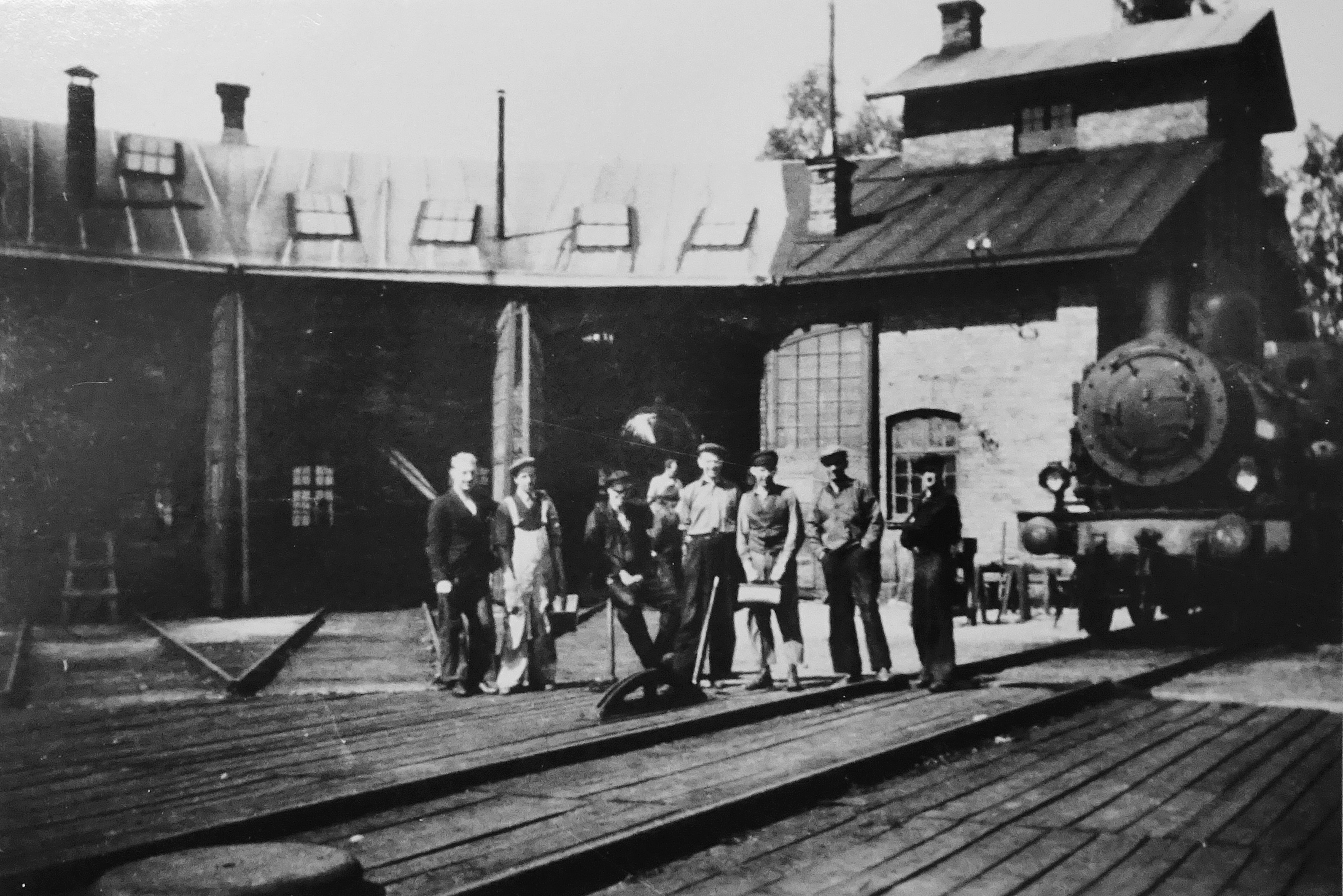
Nynäsgårds lokstall, okänd tid.

Föreningen grundades 1972 i Stockholm av entusiaster för att bevara loket MaWJ 1 från södra Dalarna. Föreningen flyttade till Lövlund i Nynäshamn 1974, där trävagnar från sekelskiftet 1900 anskaffades. Under 1980-talet behövde föreningen flytta på grund av Nynäshamns tillväxt. Det blev till slut till verkstaden i Nynäsgård, som 1999 köptes loss från Nynäshamns kommun. 
Efter detta förvärvades fordon från ursprungliga Nynäsbanan, SNJ (Stockholm Nynäs järnväg). Museet invigdes 1994 och öppnades för allmänheten. Vid veterantrafikens början lånade man först in trävagnar från andra föreningar, senare skaffades modernare personvagnar av stål, bland annat Bo6 och F5 från 1930- och 40-talet, samt flera lok. Detta har lett till att bangården i omgångar byggts om efter att nya fordon anskaffats, senast sommaren 2012 då Nynäsgårds station byggdes om till mötesstation. Föreningen bedriver också veterantågstrafik med sina ånglok och vagnar, bland annat på Nynäsbanan.

## Museets byggnader och fordon

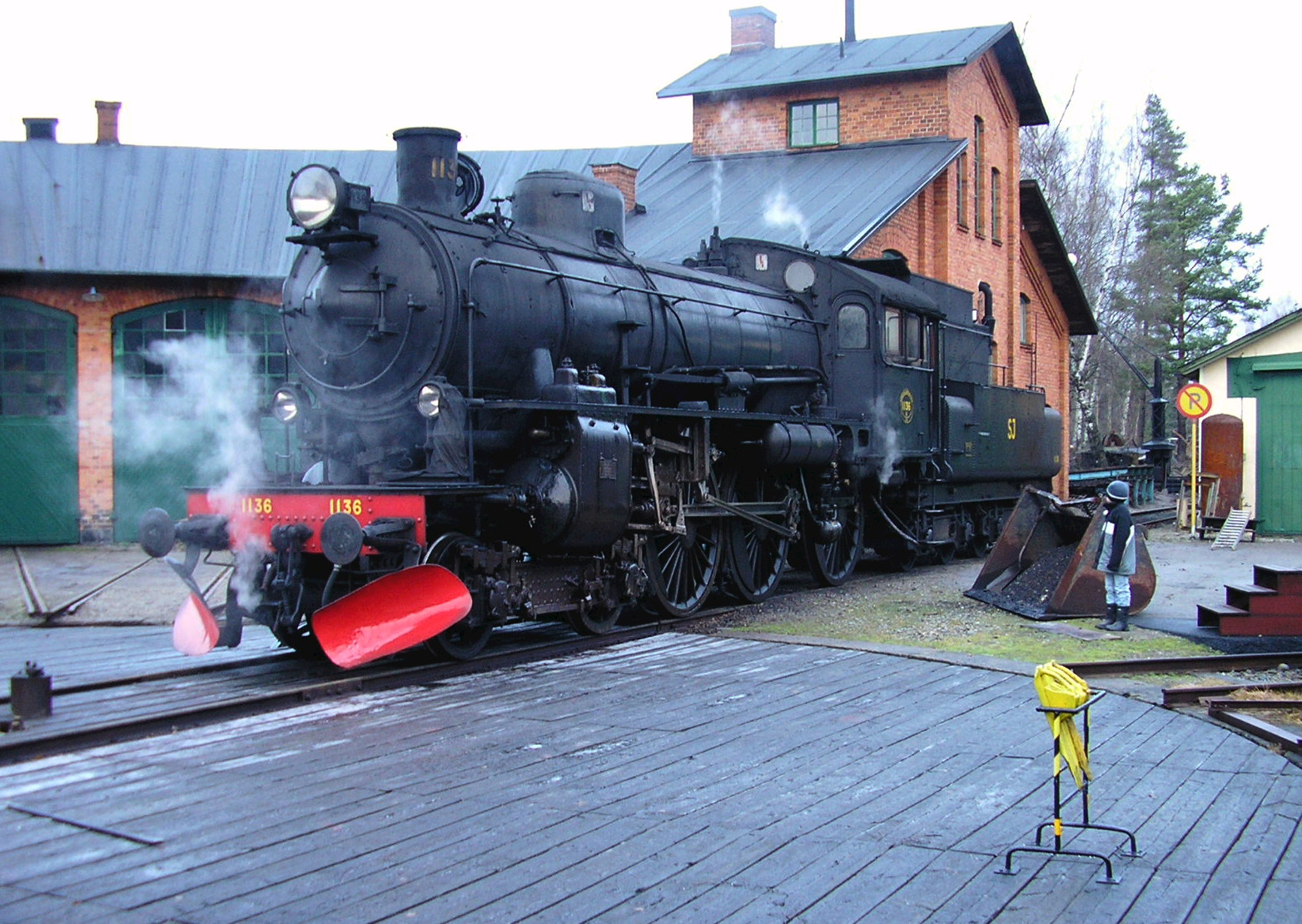
SJ ånglok litt B 1136 från 1912

Museets huvudbyggnad är ett lokstall uppfört i rött tegel med fyra portar och tillhörande 15 meters vändskiva som uppfördes år 1900. Förmodligen var Ferdinand Boberg arkitekt för byggnaden. Lokstallet stod färdig ett år innan Nynäsbanan invigdes och placeringen längre in mot land hade militära orsaker. Man ville ha en skyddad plats mot eventuell beskjutning från havet.
Lokstallet är sedan 1999 ett byggnadsminne och räknas idag till av de bäst bevarade järnvägsbyggnaderna längs Nynäsbanan. Vid byggnadens östra sida finns ett torn i två våningar med vattentank högst upp. I västra delen uppfördes 1902 en tillbyggnad som innehåller den gamla smedjan. I början av 1930-talet tillkom en fristående byggnad mot öst som är bussgarage och lokomotorstall.
Bland de utställda fordonen i lokstallet märks SJ ånglok litt B 1136 från 1912 och SJ ånglok litt E 1189 från 1914. I lokomotorstallet står bland annat två SJ lokomotor litt Z 49 och dieselloket SNJ ÄF 10 från 1936, som var Stockholm-Nynäs järnvägs första diesellok. Ute på området finns en museivagn med bilder och föremål från Nynäsbanan. Idag (2015) disponerar museet fem ånglok, sex diesellok, 15 personvagnar och 14 godsvagnar.

## Bilder

Lokomotiv (urval)
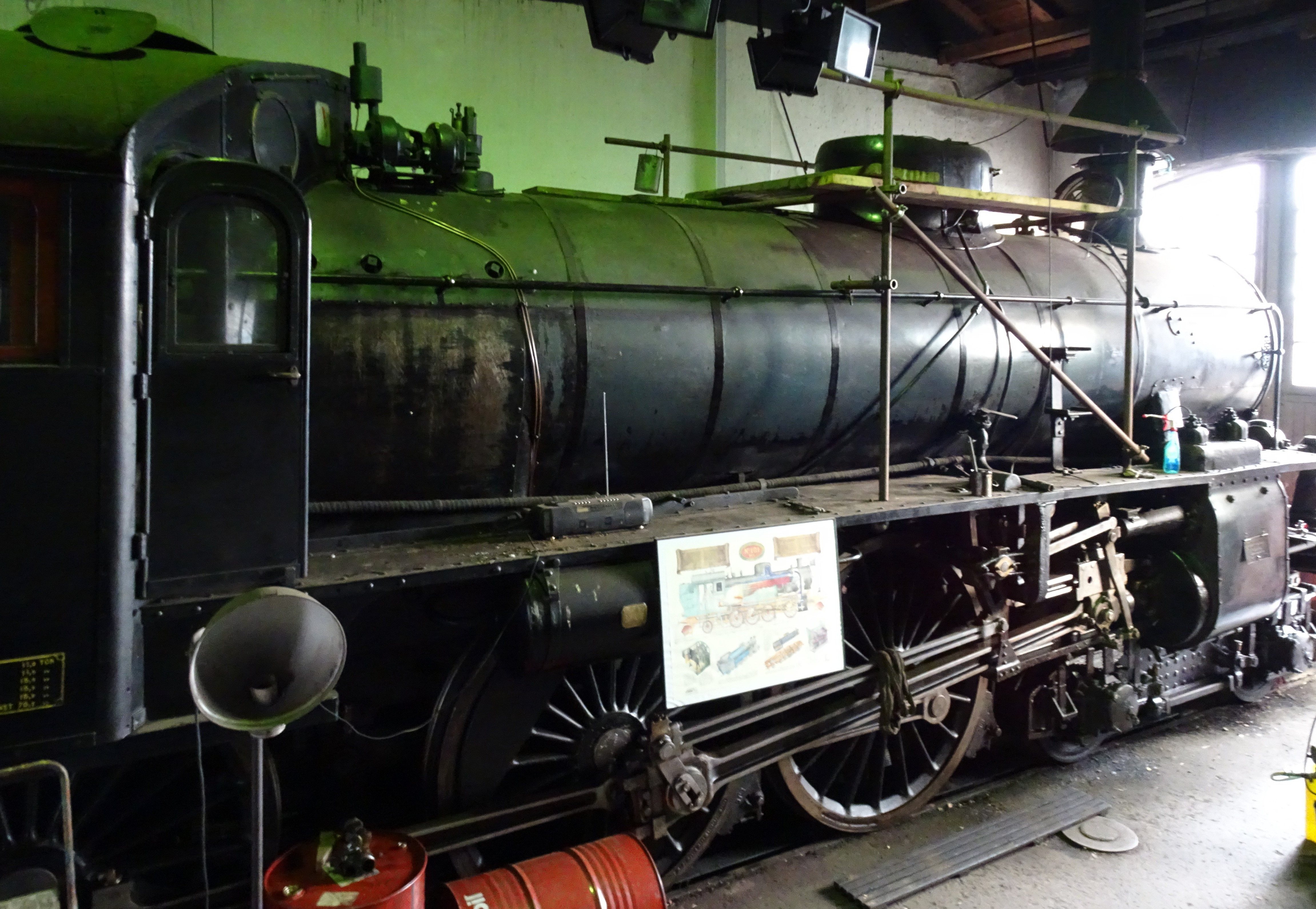
Ånglok 1136 B
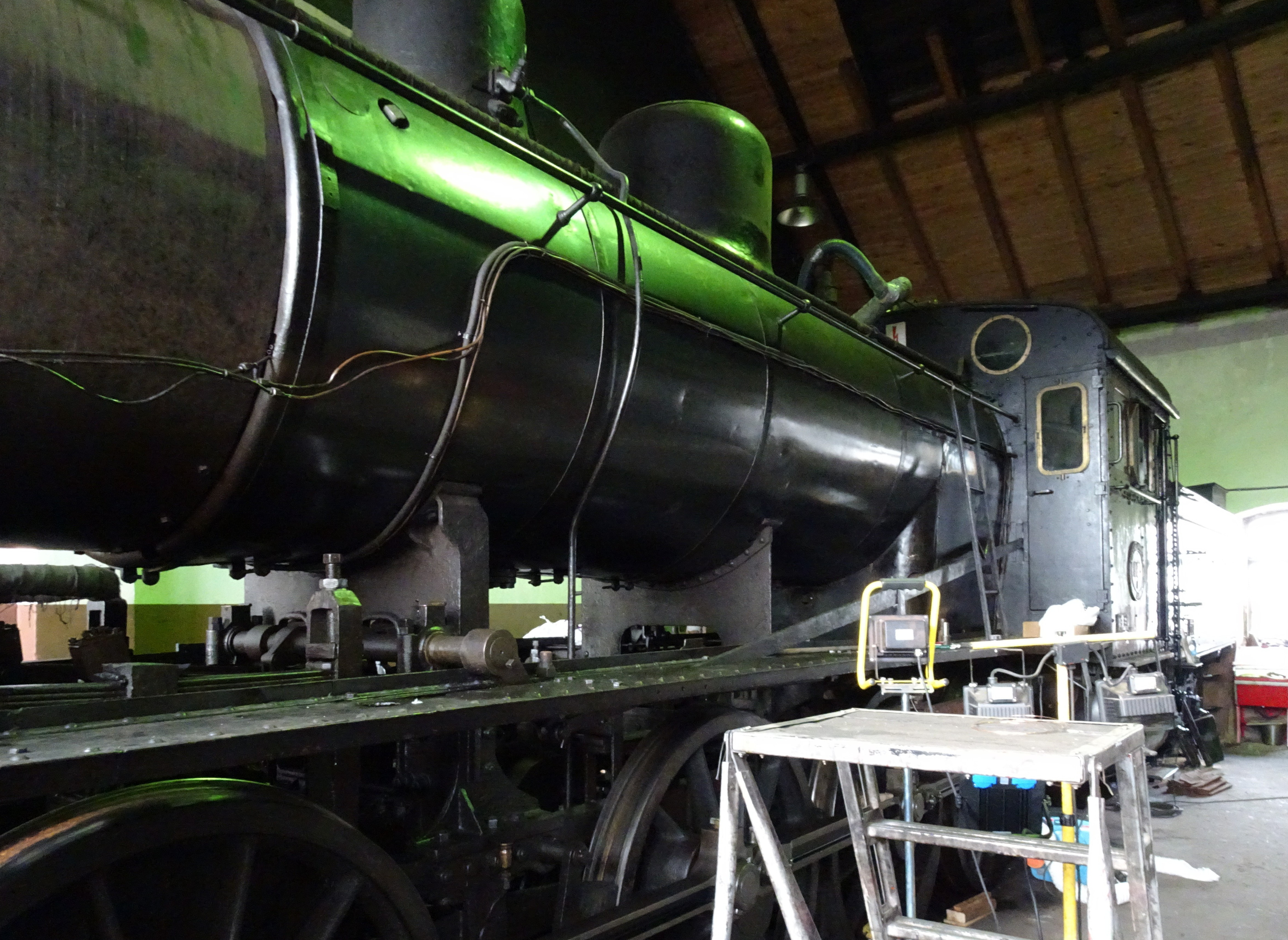
Ånglok 1189 E
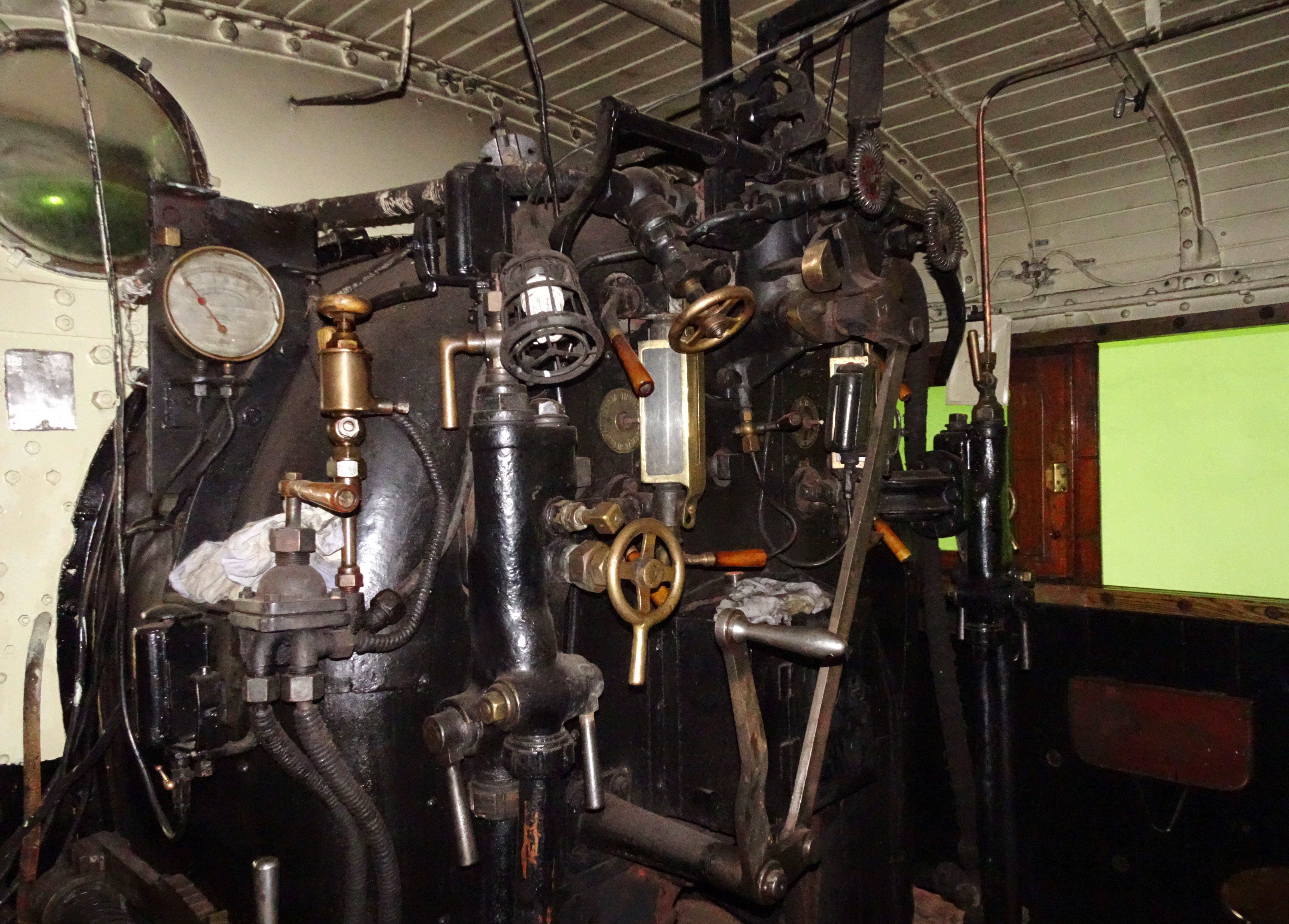
Lok 1189 E, förarplats
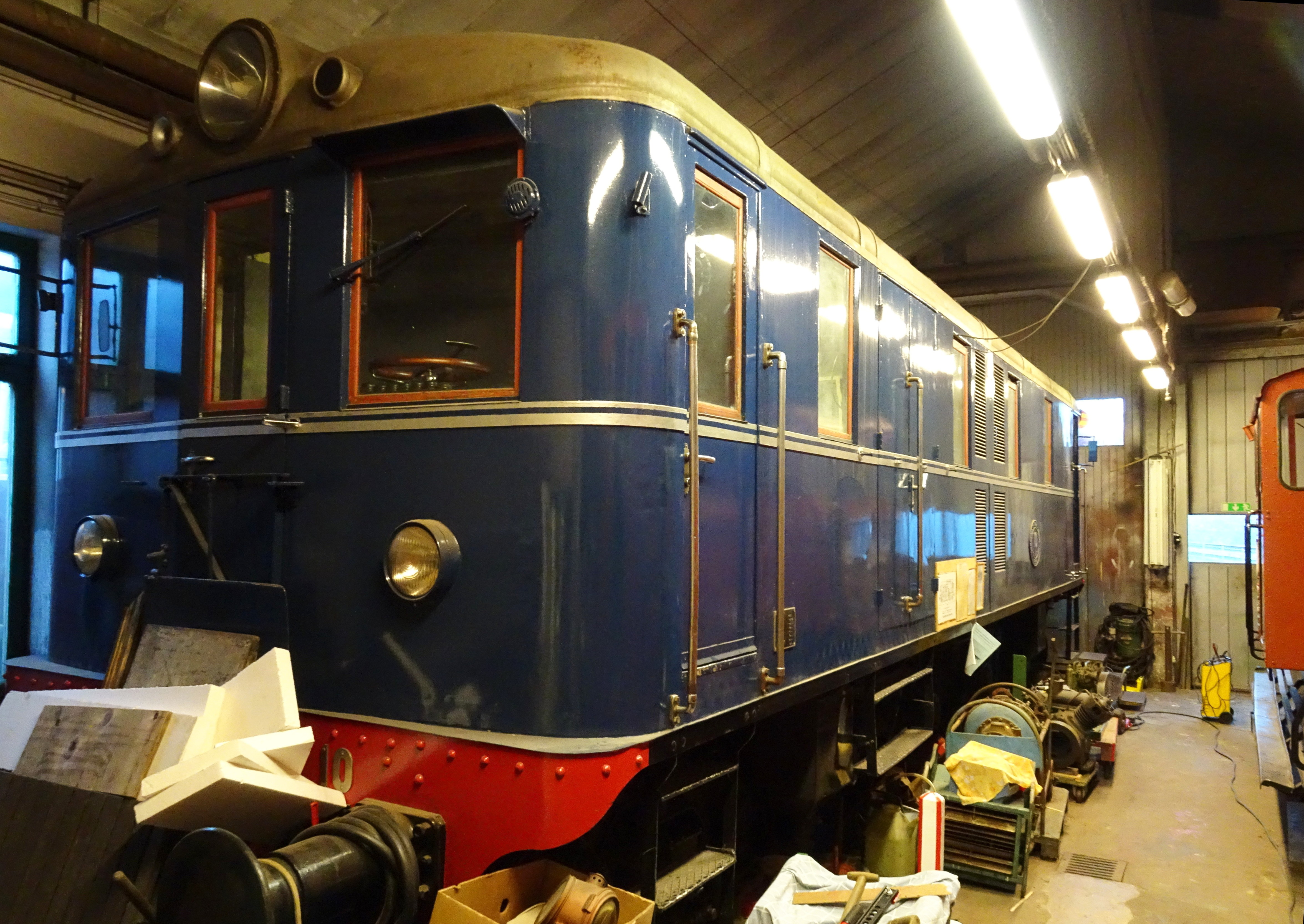
Diesellok ÄF 10
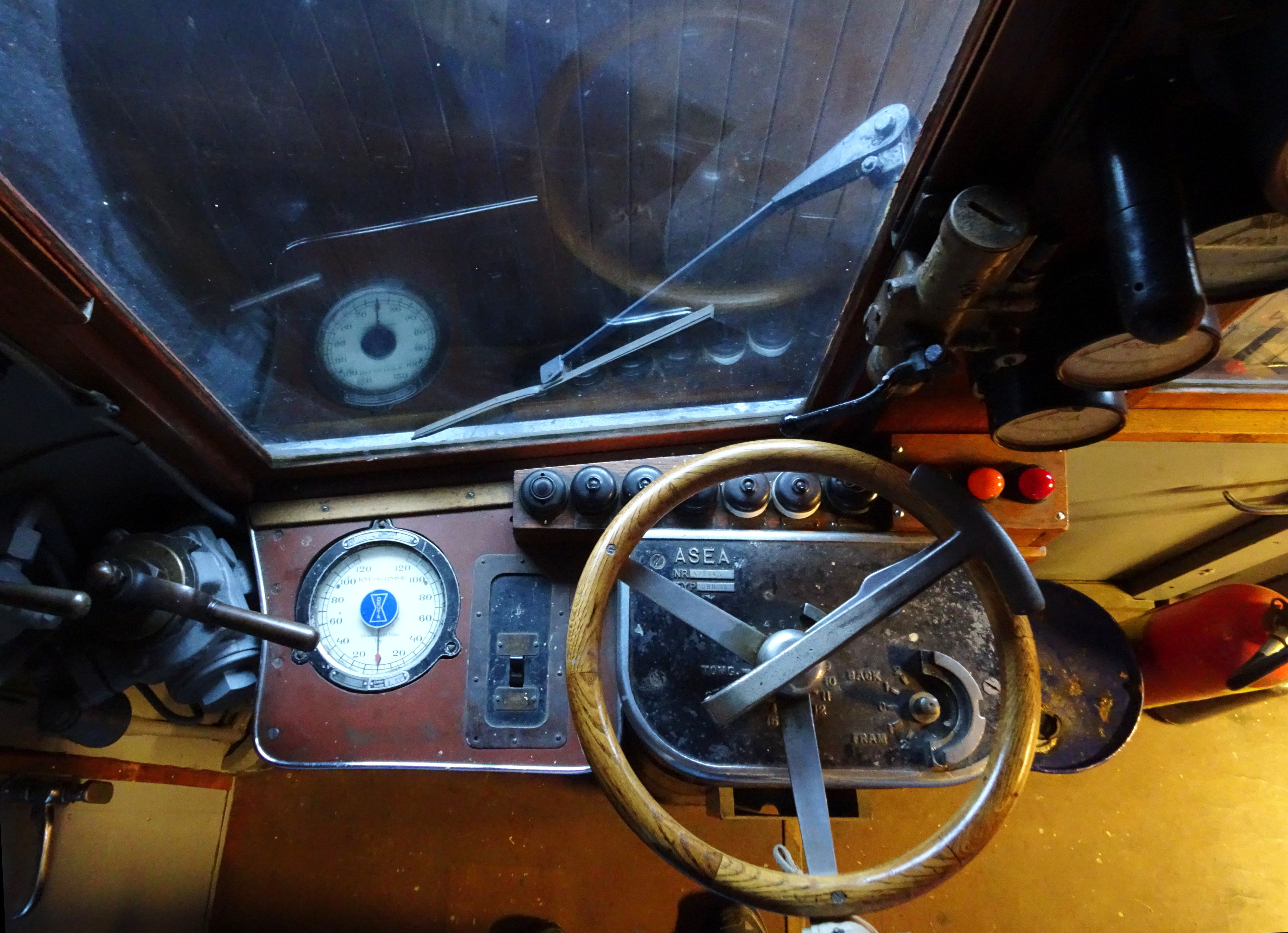
Lok ÄF 10, förarplats

- Lokstallet

Övrigt
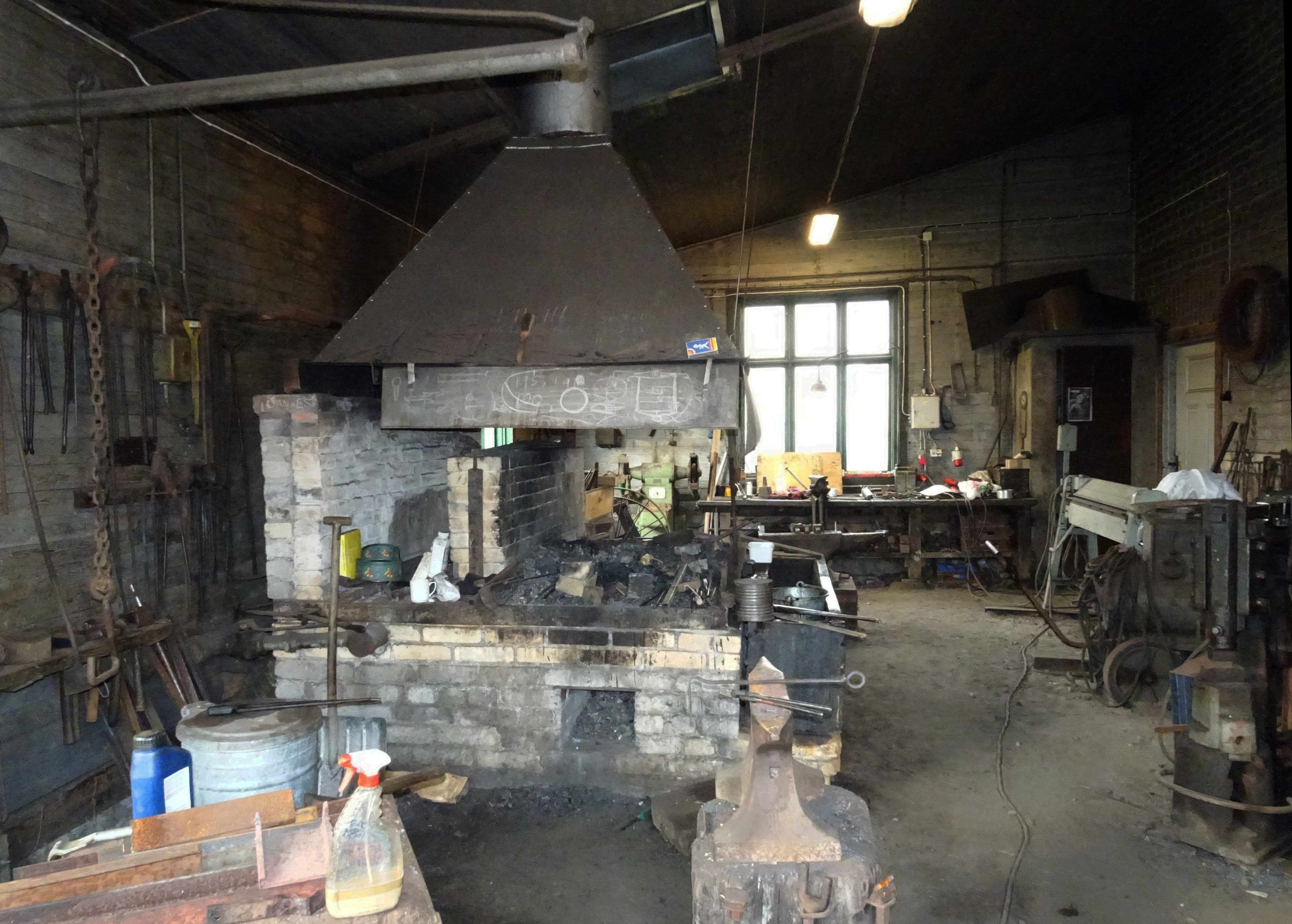
Smedjan
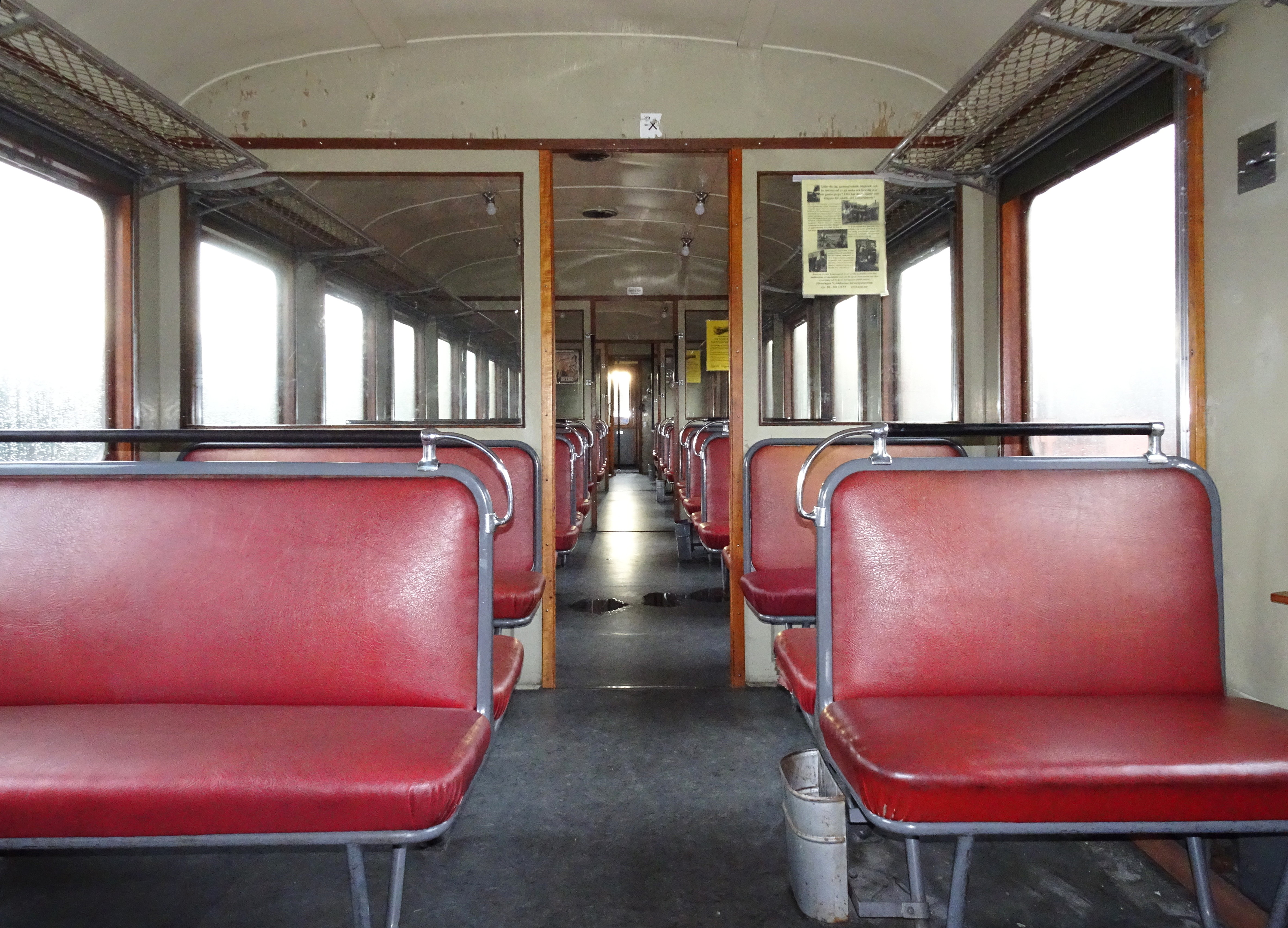
SJ stålpersonvagn litt B 6
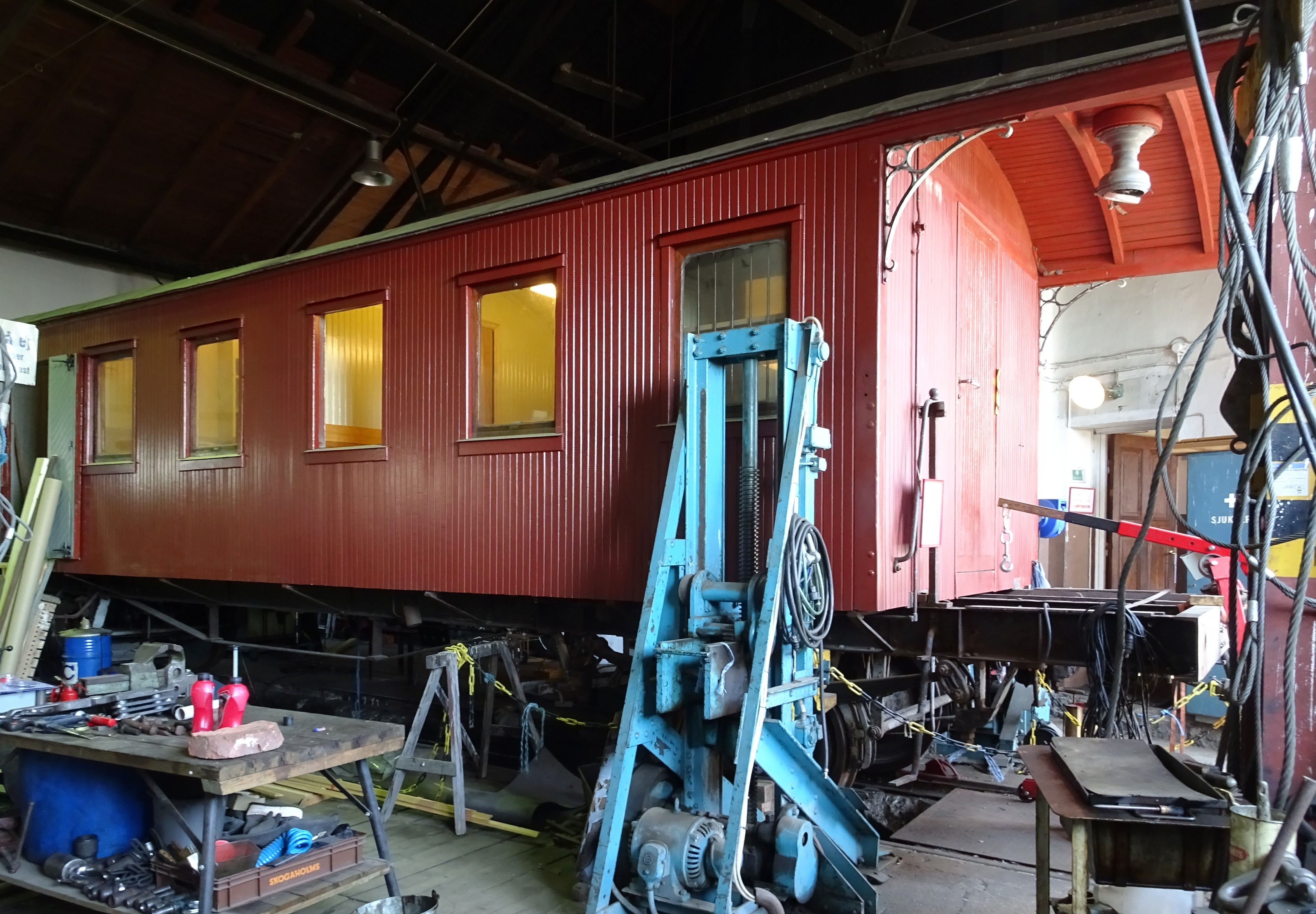
SJ kombinerad person- och resgodsvagn litt BF 4
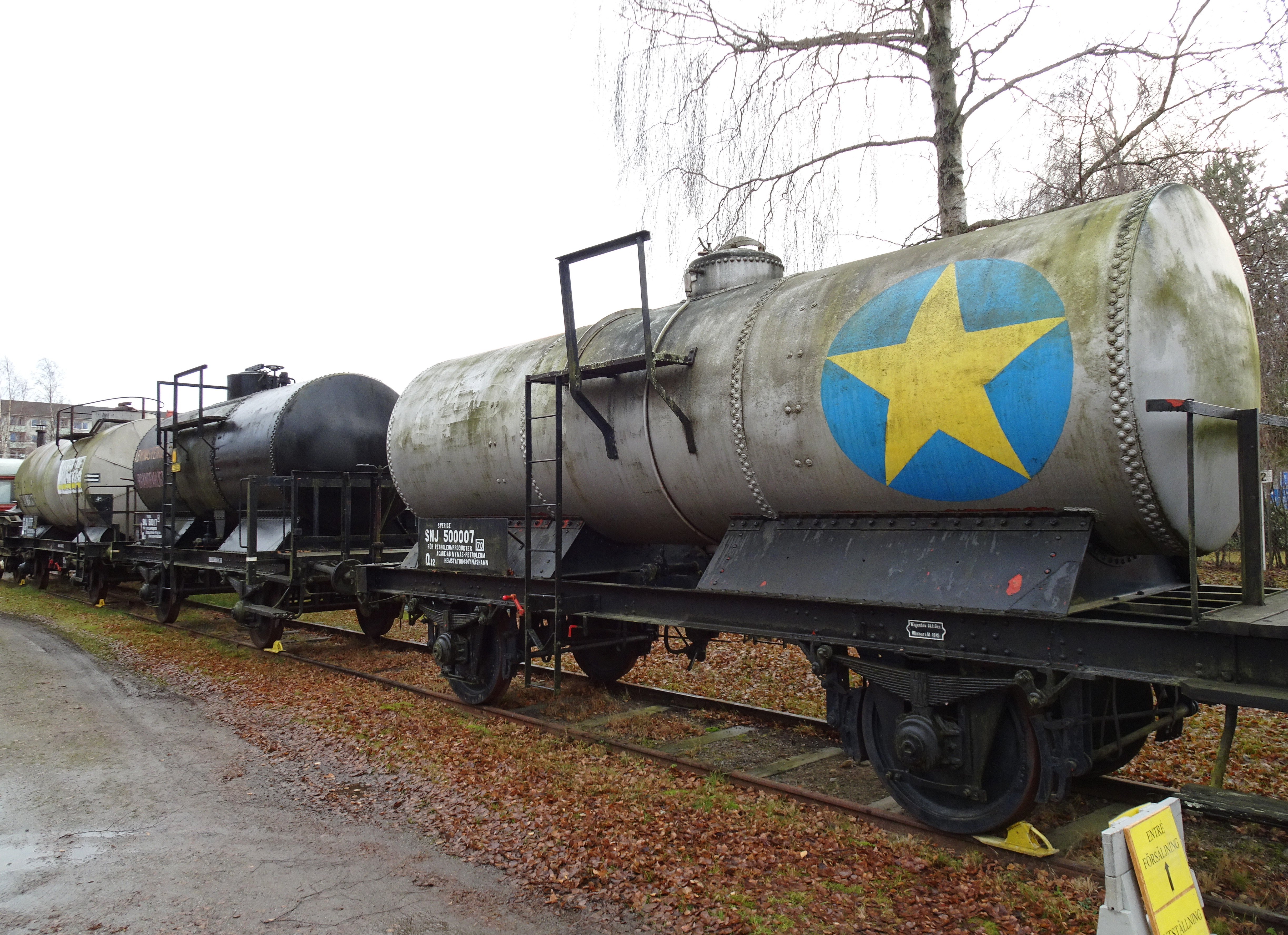
Tankvagnar
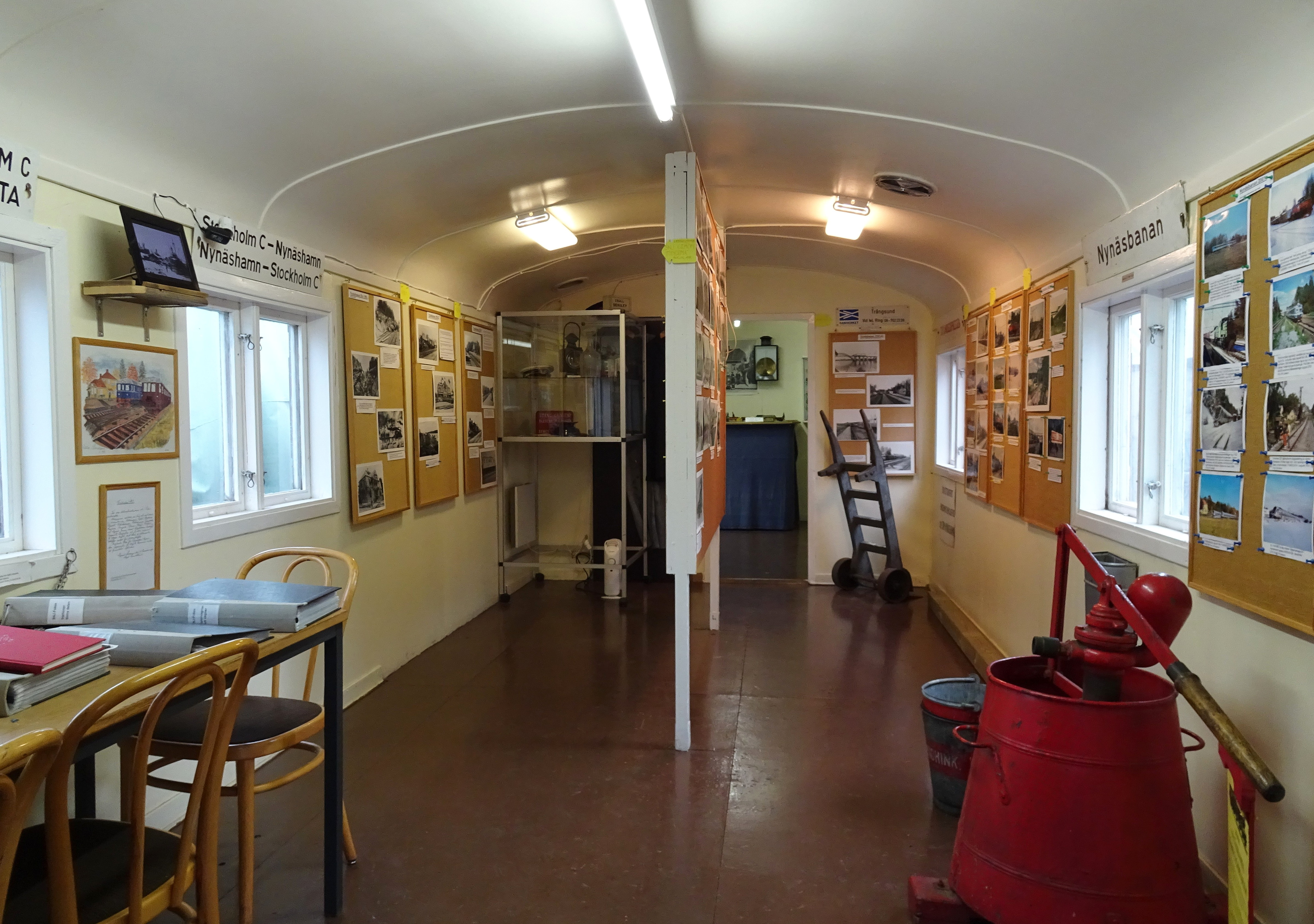
Museivagnen